# Mönstetten
Mönstetten ist ein Gemeindeteil von Dürrlauingen im nördlichen Landkreis Günzburg in Bayerisch-Schwaben.

## Lage
Das Kirchdorf liegt circa zwei Kilometer nördlich von Dürrlauingen und ist über die Kreisstraße GZ 11 zu erreichen.

## Geschichte

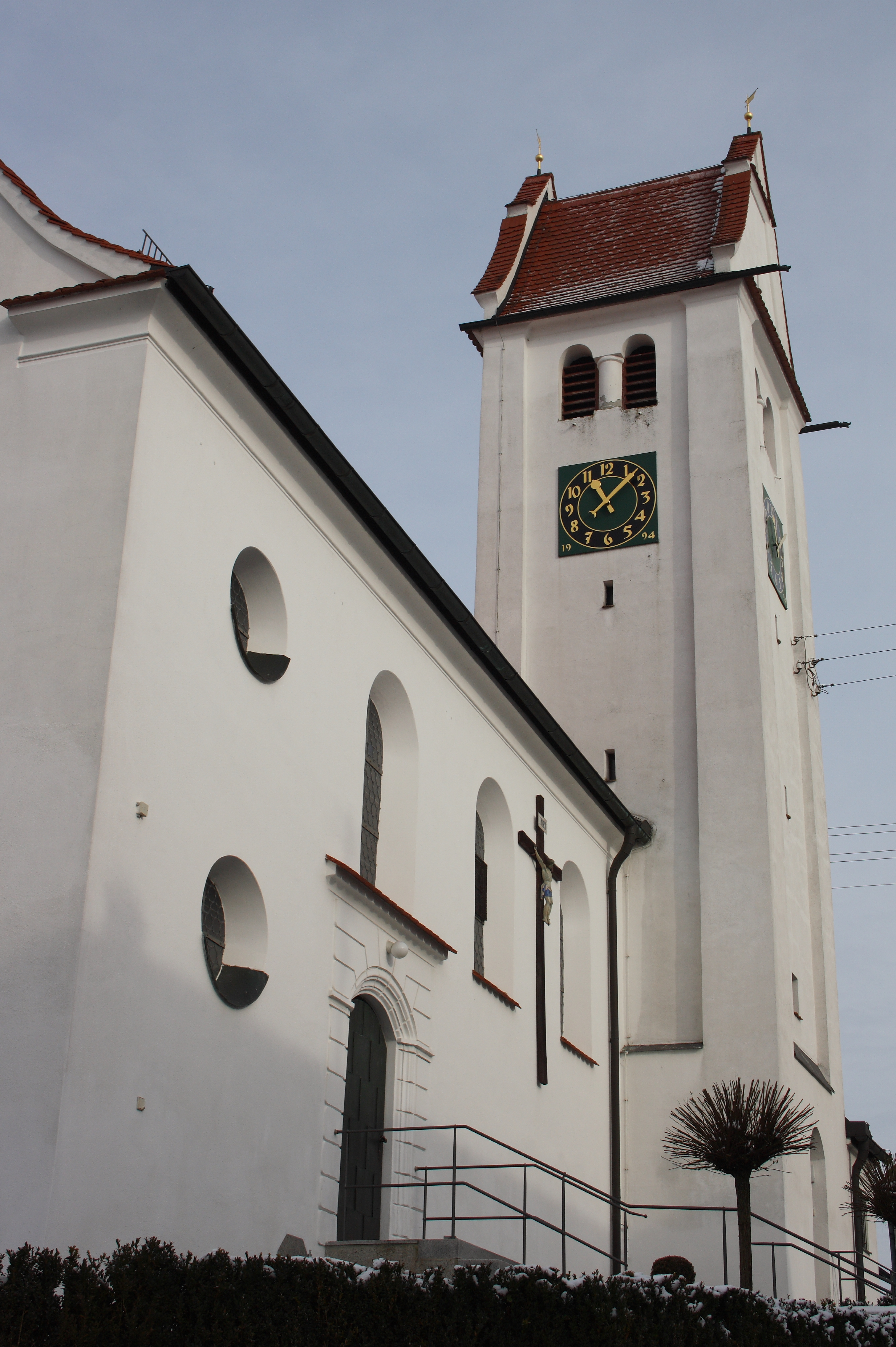
Kirche St. Johann Baptist

Mönstetten war ein Lehen der Markgrafschaft Burgau, das an unterschiedliche Besitzer ging. Im Jahr 1619 wurde Mönstetten mit der Herrschaft Seifriedsberg an Maria Gräfin Fugger zu Kirchheim verpfändet.
Mindelaltheim, Dürrlauingen und Mönstetten schlossen sich im Zuge der Gebietsreform am 1. Mai 1978 zur neuen Gemeinde Dürrlauingen zusammen. 

## Sehenswürdigkeiten
Siehe auch: Liste der Baudenkmäler in Mönstetten
- Katholische Filialkirche St. Johann Baptist